# Пам'ятки історії Шепетівського району
У Шепетівському районі Хмельницької області згідно з даними управління культури, туризму і курортів Хмельницької облдержадміністрації перебуває 56 пам'яток історії. З них 55 увічнюють пам'ять переможців у радянсько-німецькій війні.
| № пп | Охорон. номер | Найменування                                                                                             | Місцезнаходження                                                                   | Рік встановлення  | Автор                                |
| ---- | ------------- | --- | ---------------------------------------------------------------------------------- | ----------------- | ------------------------------------ |
| 1    | 1883          | Могила Героя Радянського Союзу В. В. Шарова                                                              | с. Білокриниччя, кладовище                                                         | 1987              | № 34 від 21.02.1990                  |
| 2    | 1972          | Братська могила кінооператора Б. В. Вакара і партизана                                                   | с. Білопіль, західна околиця                                                       | 1948, заміна 1982 | -                                    |
| 3    | 1974          | Пам'ятний знак на честь загиблих сімей партизан                                                          | с. Брикуля, вул. Дружби народів, 8                                                 | 1982              | № 31 від 19.01.1983                  |
| 4    | 1499          | Пам'ятний знак на честь воїнів-односельчан                                                               | с. Велика Медведівка, вул. М. Островського                                         | 1969              | № 66 від 11.03.1972                  |
| 5    | 1489          | Братська могила радянських воїнів                                                                        | с. Велика Медведівка, вул. М. Островського                                         | 1955              | Львівська КСФ                        |
| 6    | 1989          | Пам'ятний знак на честь воїнів-танкістів                                                                 | с. Велика Медведівка, західна околиця                                              | 1983              | місцеві майстри                      |
| 7    | 1500          | Пам'ятний знак на честь воїнів-односельчан                                                               | с. Велика Рішнівка                                                                 | 1966              | Львівська КСФ                        |
| 8    | 1501          | Пам'ятний знак на честь воїнів-односельчан                                                               | с. Велика Шкарівка, вул. Шкільна, 1                                                | 1967, заміна 1985 | місцеві майстри                      |
| 9    | 1502          | Пам'ятний знак на честь воїнів-односельчан                                                               | с. Вовківці                                                                        | 1969              | Львівська КСФ, скульптор Л. М. Кюгер |
| 10   | 1975          | Пам'ятний знак на честь воїнів-земляків                                                                  | с. Городище, на розі вул. П'яскорського і Радгоспної                               | 1981              | місцеві майстри                      |
| 11   | 1976          | Могила партизана М. Г. Федоровича                                                                        | 2 км на південний схід від с. Городище                                             | 1974              | місцеві майстри                      |
| 12   | 1498          | Могила М. С. П'яскорського                                                                               | с. Городище, кладовище                                                             | 1967              | місцеві майстри                      |
| 13   | 1977          | Пам'ятний знак на честь воїнів-односельчан                                                               | с. Городнявка, вул. Молодіжна, 1                                                   | 1973              | Львівська КСФ                        |
| 14   | 1978          | Братська могила жертв фашизму                                                                            | смт Гриців, 100 м на північ від 116 км дороги Гриців — Полонне, урочище Тростянець | 1973              | місцеві майстри                      |
| 15   | 2071          | Могила І. А. Конерадзе                                                                                   | смт Гриців, вул. Курортна, 60                                                      | 1955              | місцеві майстри                      |
| 16   | 1503          | Пам'ятний знак на честь воїнів-земляків                                                                  | смт Гриців, вул. Леніна, 14                                                        | 1967, заміна 1978 | Львівська КСФ                        |
| 17   | 1490          | Братська могила радянських воїнів і дітей партизан і підпільників                                        | смт Гриців, вул. Терешкової, 8                                                     | 1965 заміна 2003  | Львівська КСФ                        |
| 18   | 2070          | Могила М. І. Гаревського                                                                                 | смт Гриців, вул. Чкалова, 2                                                        | 1955              | місцеві майстри                      |
| 19   | 2072          | Братська могила підпільників                                                                             | смт Гриців, вул. Чкалова, 2                                                        | 1955              | місцеві майстри                      |
| 20   | 1979          | Пам'ятний знак на честь воїнів-односельчан                                                               | с. Жилинці                                                                         | 1975              | Львівська КСФ                        |
| 21   | 1980          | Пам'ятний знак на честь воїнів-односельчан                                                               | с. Климентовичі                                                                    | 1973              | місцеві майстри                      |
| 22   | 1505          | Пам'ятний знак на честь воїнів-односельчан та жертв фашизму                                              | с. Корчик, вул. Комсомольська, 1                                                   | 1964              | Львівська КСФ                        |
| 23   | 1506          | Пам'ятний знак на честь воїнів-односельчан                                                               | с. Коськів                                                                         | 1966              | Львівська КСФ                        |
| 24   | 1491          | Меморіальний комплекс: Пам'ятний знак на честь воїнів-односельчан; Братська могила радянських воїнів     | с. Красносілка, вул. Польова, 17                                                   | 1967, заміна 1990 | місцеві майстри                      |
| 25   | 1492          | Братська могила підпільників                                                                             | с. Красносілка кладовище                                                           | 1968              | місцеві майстри                      |
| 26   | 1493          | Меморіальний комплекс: Пам'ятний знак на честь воїнів-односельчан; Братська могила воїнів Червоної армії | с. Лавринівці, на розі вул. Перемоги та Молодіжної                                 | 1967              | Львівська КСФ                        |
| 27   | 1507          | Пам'ятний знак на честь воїнів-односельчан                                                               | с. Ленківці, вул. Кузьковецька, 57                                                 | 1967              | місцеві майстри                      |
| 28   | 1982          | Пам'ятний знак на честь воїнів-односельчан                                                               | с. Лозичне, на розі вул. Леніна і Л. Українки                                      | 1980              | місцеві майстри                      |
| 29   | 1508          | Пам'ятний знак на честь воїнів-односельчан                                                               | с. Лотівка, вул. Кошового                                                          | 1965              | Львівська КСФ                        |
| 30   | 1509          | Пам'ятний знак на честь воїнів-односельчан                                                               | с. Михайлючка, південна околиця                                                    | 1968              | Львівська КСФ                        |
| 31   | 2150          | Пам'ятник трудовій діяльності                                                                            | на розі доріг Білопіль — Мокіївці, Хмельницький — Шепетівка                        | 2008              | місцеві майстри                      |
| 32   | 1521          | Могила комісара А. М. Овчарука                                                                           | с. Мокіївці                                                                        | 1966              | Львівська КСФ                        |
| 33   | 1510          | Пам'ятний знак на честь воїнів-односельчан                                                               | с. Мокіївці                                                                        | 1962              | Львівська КСФ                        |
| 34   | 1511          | Пам'ятний знак на честь воїнів-односельчан                                                               | с. Новичі, вул. І. Д. Черняхівського, 12                                           | 1968              | Львівська КСФ                        |
| 35   | 1696          | Приміщення школи, де виступав І. Д. Черняхівський                                                        | с. Новичі, вул. І. Д. Черняхівського,                                              | 1886, 1985        | місцеві майстри                      |
| 36   | 1512          | Пам'ятний знак на честь воїнів-односельчан                                                               | с. Орлинці                                                                         | 1967              | Львівська КСФ                        |
| 37   | 1513          | Пам'ятний знак на честь воїнів-односельчан                                                               | с. Плесна                                                                          | 1967, заміна 1980 | Львівська КСФ                        |
| 38   | 1514          | Пам'ятний знак на честь воїнів-односельчан                                                               | с. Пліщин, вул. Терешкової                                                         | 1967              | Львівська КСФ                        |
| 39   | 1983          | Пам'ятний знак на честь воїнів-односельчан                                                               | с. Поляна, південно-східна околиця                                                 | 1916              | місцеві майстри                      |
| 40   | 1494          | Братська могила радянських воїнів                                                                        | с. Поляна, південно-східна околиця                                                 | 1954              | Львівська КСФ                        |
| 41   | 1515          | Пам'ятний знак на честь воїнів-односельчан                                                               | с. Рилівка                                                                         | 1964              | Львівська КСФ                        |
| 42   | 1775          | Пам'ятний знак на честь воїнів-односельчан                                                               | с. Рудня-Новенька                                                                  | 1983              | місцеві майстри                      |
| 43   | 1516          | Пам'ятний знак на честь воїнів-земляків                                                                  | с. Серединці                                                                       | 1965, заміна 1980 | місцеві майстри                      |
| 44   | 445           | Братська могила радянських воїнів                                                                        | с. Серединці, кладовище                                                            | 1985, заміна 1989 | місцеві майстри                      |
| 45   | 1719          | Меморіальний комплекс: Пам'ятний знак на честь воїнів-односельчан; Братська могила радянських воїнів     | с. Сошки, вул. Островського                                                        | 1953, заміна 1991 | місцеві майстри                      |
| 46   | 1517          | Пам'ятний знак на честь воїнів-односельців                                                               | с. Судилків                                                                        | 1967              | місцеві майстри                      |
| 47   | 1495          | Братська могила радянських воїнів                                                                        | с. Судилків                                                                        | 1958              | Львівська КСФ                        |
| 48   | 1984          | Пам'ятний знак на місці загибелі Героя Радянського Союзу А. І. Пономарчука                               | с. Судилків, західна околиця                                                       | 1979              | місцеві майстри                      |
| 49   | 1985          | Пам'ятний знак на місці загибелі Героя Радянського Союзу Д. С. Сидорова                                  | с. Судилків, вул. Гагаріна                                                         | 1979              | місцеві майстри                      |
| 50   | 1518          | Пам'ятний знак на честь воїнів-односельчан                                                               | с. Сульжин, вул. Щорса, 1                                                          | 1968              | Львівська КСФ                        |
| 51   | 1986          | Пам'ятний знак на честь воїнів-односельчан                                                               | с. Траулин                                                                         | 1972              | місцеві майстри                      |
| 52   | 1497          | Братська могила радянських воїнів                                                                        | с. Хролин, вул. Кутузова, 18                                                       | 1960              | Львівська КСФ                        |
| 53   | 1496          | Братська могила радянських воїнів                                                                        | с. Червоний Цвіт, вул. Заводська, 1                                                | 1954              | місцеві майстри                      |
| 54   | 1519          | Пам'ятний знак на честь воїнів-односельчан                                                               | с. Чотирбоки                                                                       | 1967              | Львівська КСФ                        |
| 55   | 1990          | Могила сім'ї П. І. Літвякова                                                                             | с. Чотирбоки, кладовище                                                            | 1972, заміна 2005 | місцеві майстри                      |
| 56   | 1987          | Пам'ятний знак на честь партизан                                                                         | с. Чотирбоки, кладовище                                                            | 1978              | Львівська КСФ                        |
|      |               | |                                                                                    |                   |                                      |